# Lac Străulești
Le lac Străulești est un lac anthropique situé dans le Secteur 1 de Bucarest, qui a été aménagé à partir de la rivière Colentina. En amont, se trouve le lac Chitila et, en aval, le Lac Griviţa.